# 智博
智博，山西陽曲人，明朝政治人物。舉人出身。
永樂六年，戊子科山西鄉試中舉，后任長沙府同知。